# Stazione di Ardenza
Stazione di Ardenza vasútállomás Olaszországban, Livorno településen.

## Vasútvonalak
Az állomást az alábbi vasútvonalak érintik:
- Pisa–Róma-vasútvonal

## Kapcsolódó állomások
A vasútállomáshoz az alábbi állomások vannak a legközelebb:
- Stazione di Antignano
- Stazione di Livorno Centrale